# Rainel Pereira
Rainel Pereira de Araújo (Currais Novos, 20 de agosto de 1903 — Natal, 19 de novembro de 1982) foi um político, empresário e cooperativista brasileiro, que se destacou no cenário político e econômico do estado do Rio Grande do Norte. Foi o 9.º e 20.º prefeito de São Tomé e deputado estadual do Rio Grande do Norte.

## Vida Política
Nascido em Currais Novos, na região do Seridó Potiguar, ele deixou sua cidade natal ainda jovem, estabelecendo-se na região do Potengi, onde fez história ao se tornar o primeiro prefeito de São Tomé e uma importante figura política da região. Na política, Rainel Pereira foi uma figura influente. Foi eleito deputado estadual pelo Rio Grande do Norte nas eleições de 15 de novembro de 1966, com 3.759 votos, representando a ARENA, partido que apoiava o regime militar na época. Como deputado, integrou a 49ª Legislatura da Assembleia Legislativa do Rio Grande do Norte, de janeiro de 1967 a janeiro de 1971. Durante seu mandato, contribuiu para o desenvolvimento da região do Potengi e do estado como um todo, promovendo iniciativas que beneficiavam principalmente o setor agrícola e o cooperativismo.

## Empreendedorismo e Cooperativismo
Além de sua atuação política, Rainel Pereira de Araújo foi também empresário, principalmente no setor agropecuário. Em 1939, ele fundou a Cooperativa de Produtos Agropecuários de São Tomé, uma das maiores e mais promissoras iniciativas cooperativistas da época. A cerimônia de fundação contou com a presença de autoridades de renome, incluindo o então interventor do estado, Rafael Fernandes Gurjão, e o famoso missionário capuchinho Frei Damião. A cooperativa se destacou como uma força motriz do desenvolvimento econômico regional, promovendo o fortalecimento do setor agrícola e proporcionando serviços essenciais aos produtores rurais.
Nos anos seguintes, a cooperativa cresceu exponencialmente, tornando-se a maior do Nordeste brasileiro durante as décadas da segunda metade do século XX. A entidade chegou a contar com mais de 2 mil associados, distribuídos em 22 postos de atendimento, oferecendo uma vasta gama de produtos e serviços voltados para as necessidades do homem do campo. Entre suas operações, destacavam-se a produção de óleo comestível a partir do caroço de algodão, o beneficiamento de algodão e uma patrulha mecanizada que facilitava o trabalho agrícola da região.

## Falecimento
Rainel Pereira de Araújo comandou a cooperativa até o início da década de 1980. A cooperativa continuou suas atividades até o início do século XXI, por volta de 2001, quando encerrou suas operações. Rainel faleceu em 19 de novembro de 1982, aos 79 anos de idade.